# Пођи Сан Сиро (Кунео)
Пођи Сан Сиро је насеље у Италији у округу Кунео, региону Пијемонт.
Према процени из 2011. у насељу је живело 89 становника. Насеље се налази на надморској висини од 542 м.